# 张西蕾
张西蕾（1922年11月30日—2020年2月16日），江苏常州人，中华人民共和国政治人物，原中华人民共和国化学工业部科技局副局长、化工科技总院副院长，第六、七、八届全国政协委员。

## 家庭
父亲是中国革命先驱、广州起义领导人张太雷。，母亲陆静华。丈夫是原化学工业部副部长冯伯华，儿子是中国人民解放军少将冯海龙。